# 素波里ダム

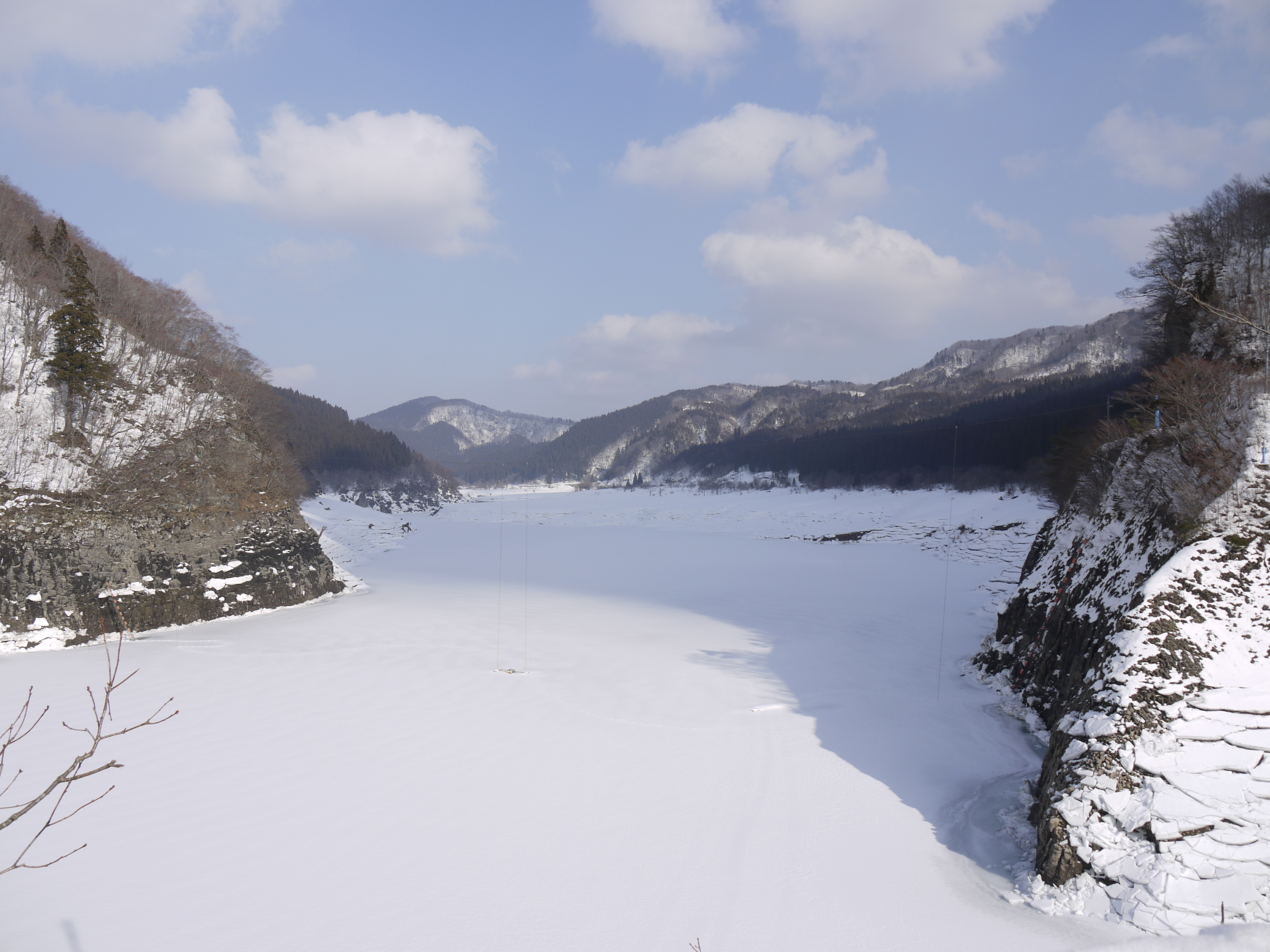
素波里湖（2010年2月）

素波里ダム（すばりダム）は、秋田県山本郡藤里町粕毛字鹿瀬内沢の米代川水系粕毛川に建設された洪水調節・灌漑・発電を目的とした多目的ダムである。ダム湖は素波里湖（すばりこ）と名付けられている。総事業費約5億、県営としては萩形ダムに続いて2番目となる。

## 歴史
- 1966年（昭和41年） - 着工
- 1970年（昭和45年） - 完成
- 1972年（昭和47年）7月8日 - 梅雨前線による集中豪雨（昭和47年7月豪雨）。21時頃から毎秒500トンの緊急放水を実施[2]。

## 能代地区総合開拓パイロット事業
能代地区総合開拓パイロット事業は粕毛川上流の素波里地区に多目的ダムを建設し、導水して能代地区に約3300haの水田造成を行おうとするものであった。この事業は能代市、山本町、峰浜村の1市2町村にまたがる、3600haの山林原野を開拓するもので、地域住民の永年にわたる大きな夢であった。昭和40年代に入って米過剰の傾向が強まるにしたがい、事業の遅延がめだち始め、当初計画からすればすでに十年の遅れとなっていた。

## ギャラリー

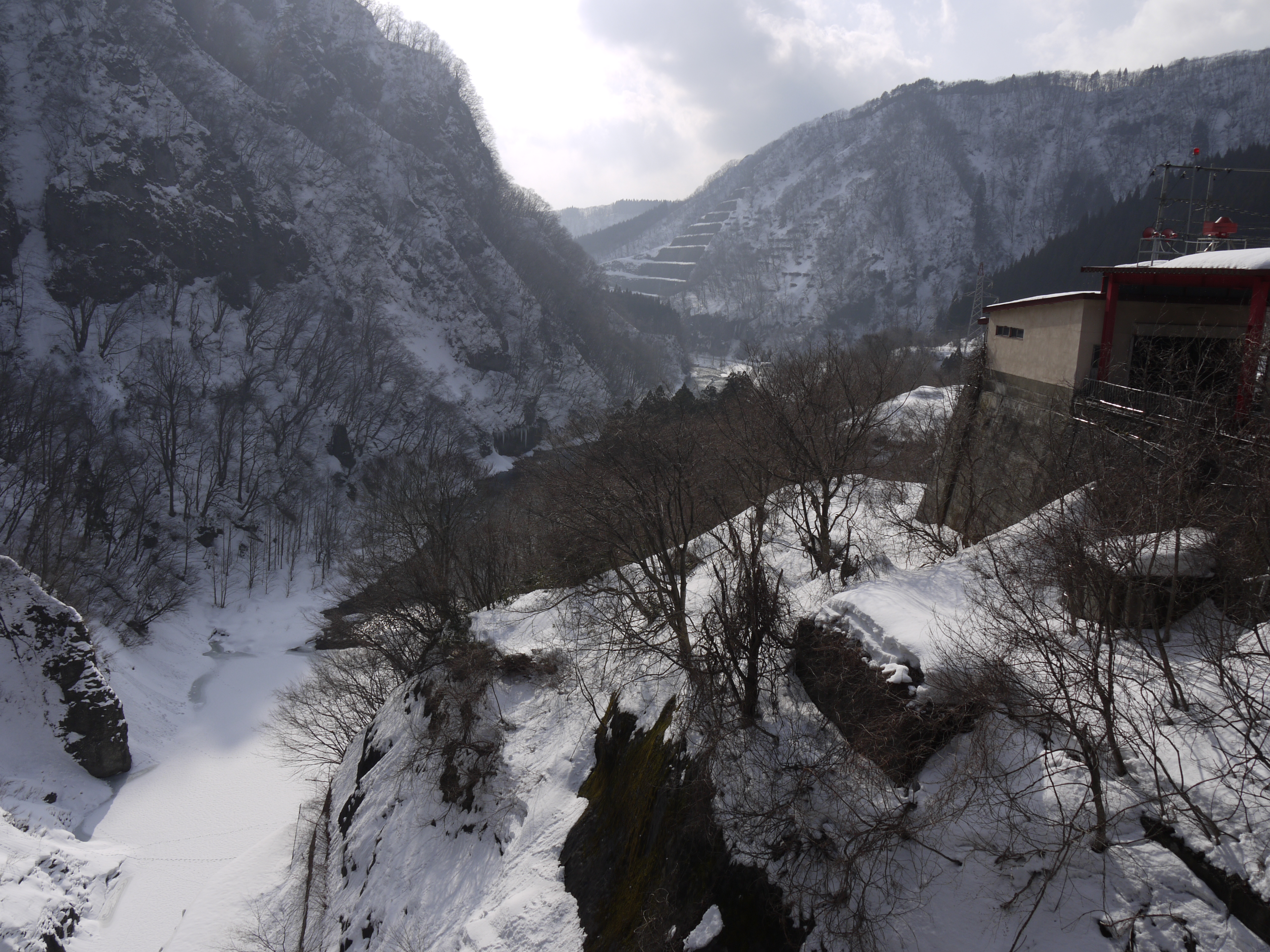
ダム堤体より下流を望む（2010年2月）
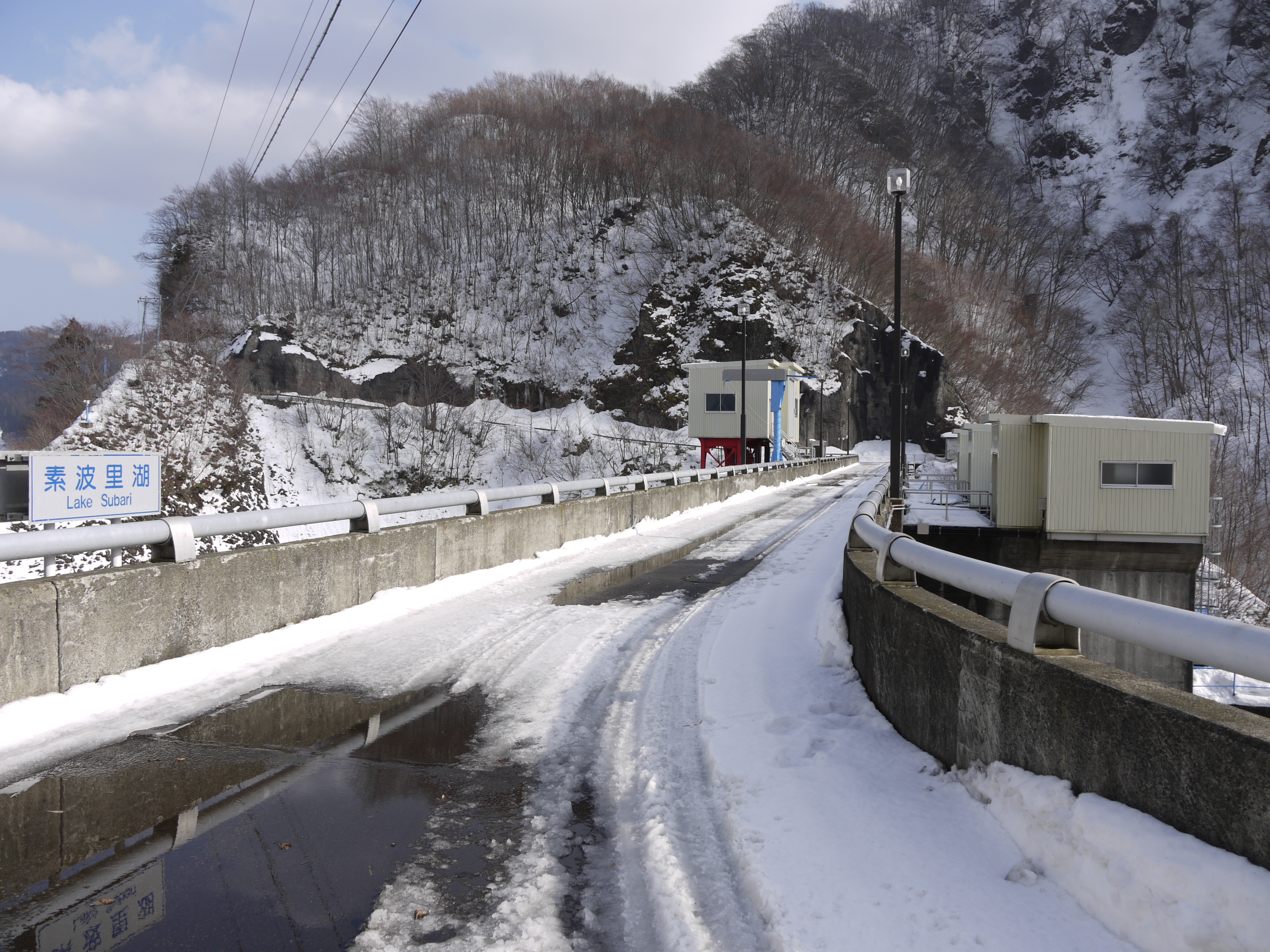
ダム天端は道になっていて歩くことができる（2010年2月）
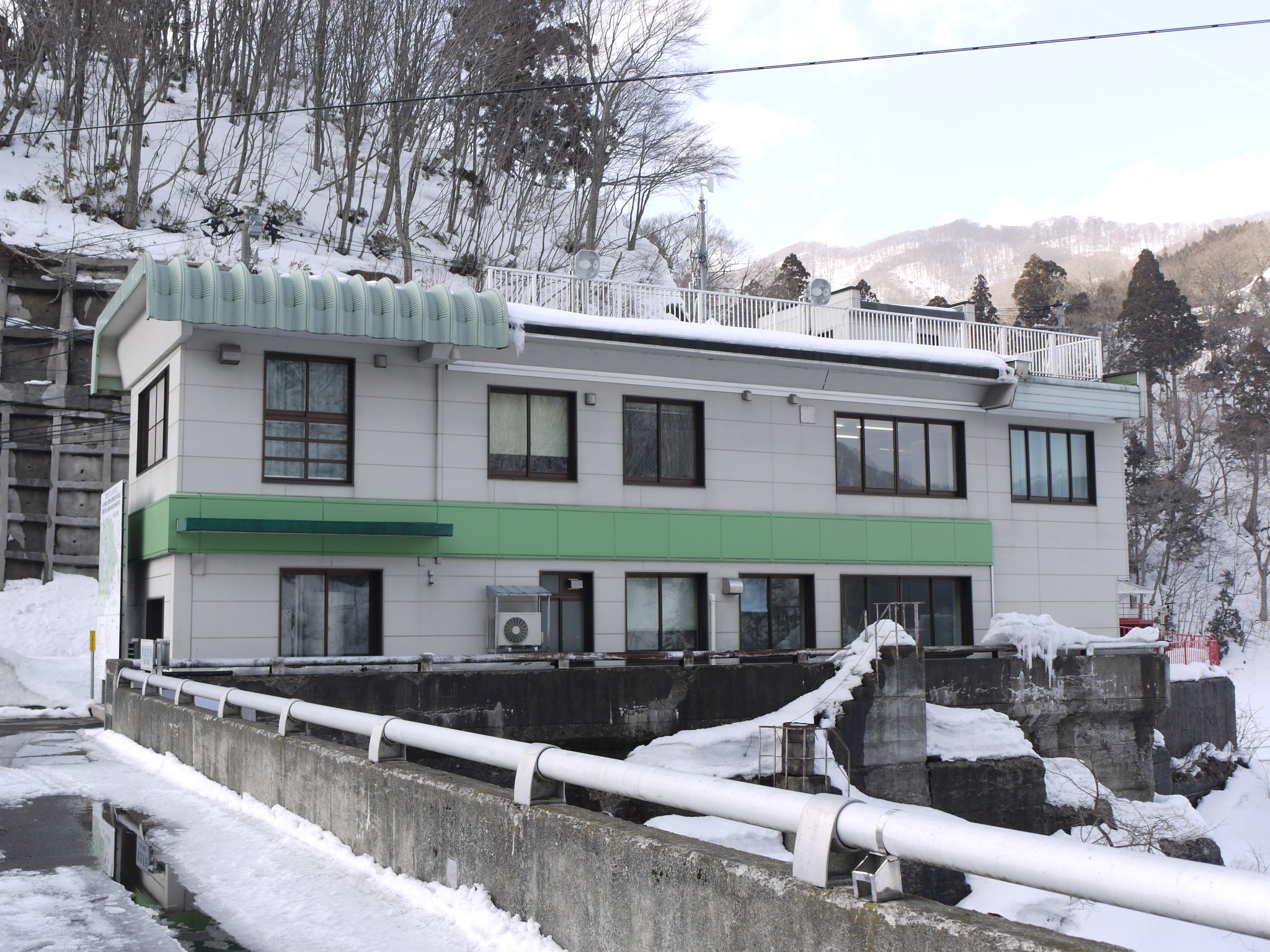
事務所（2010年2月）
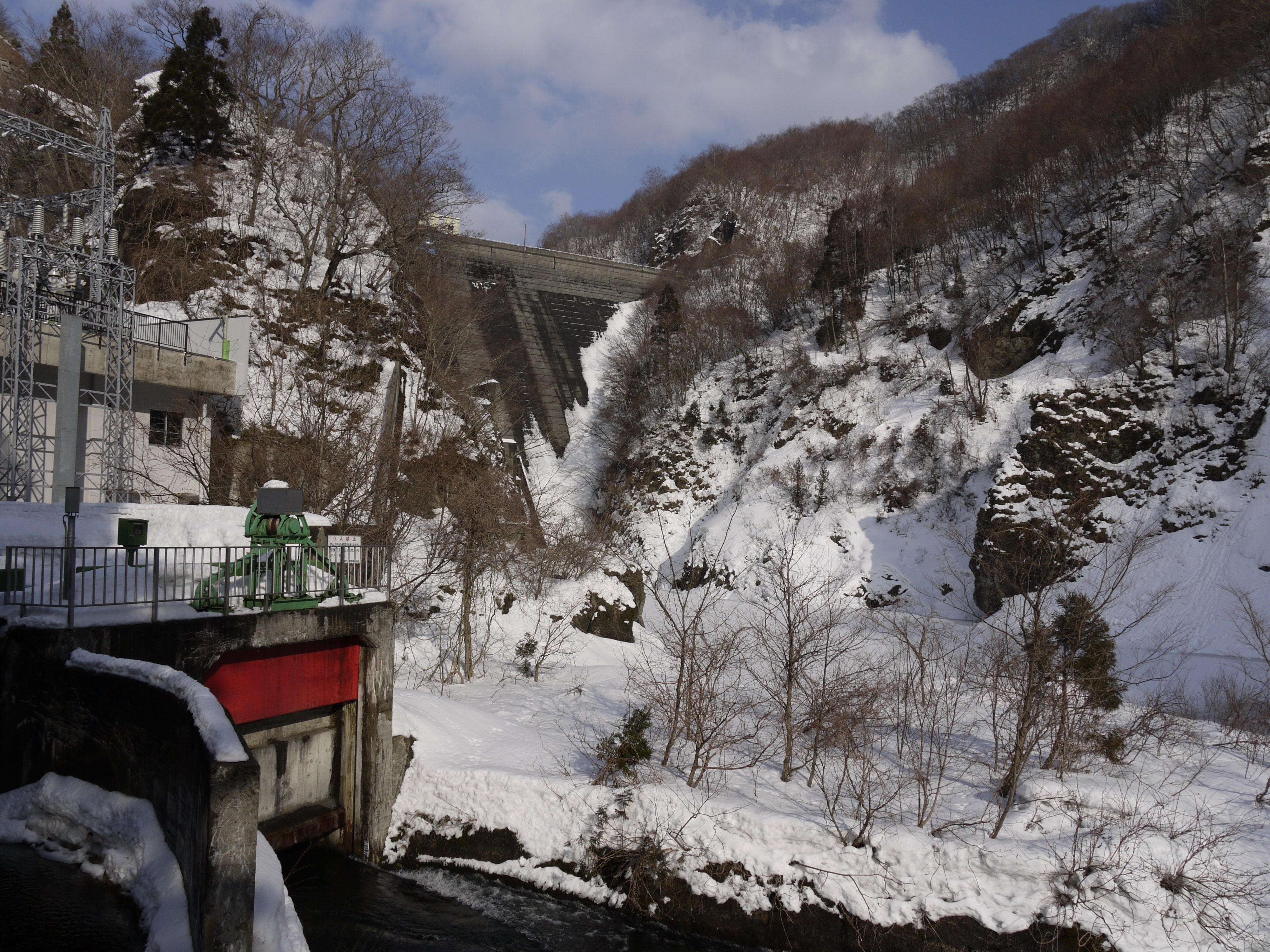
ダム堤体と発電設備（2010年2月）
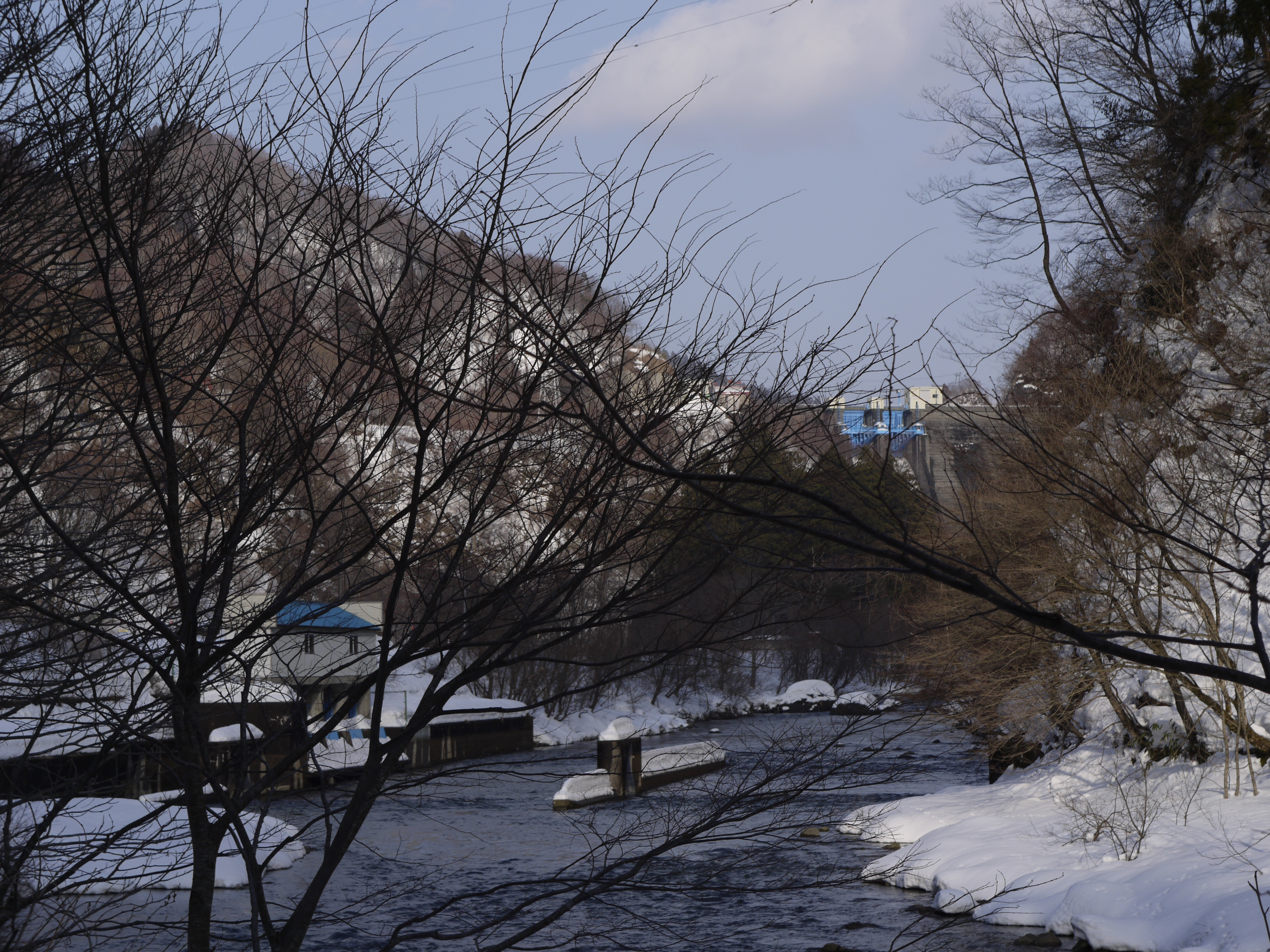
ダム遠景（2010年2月）
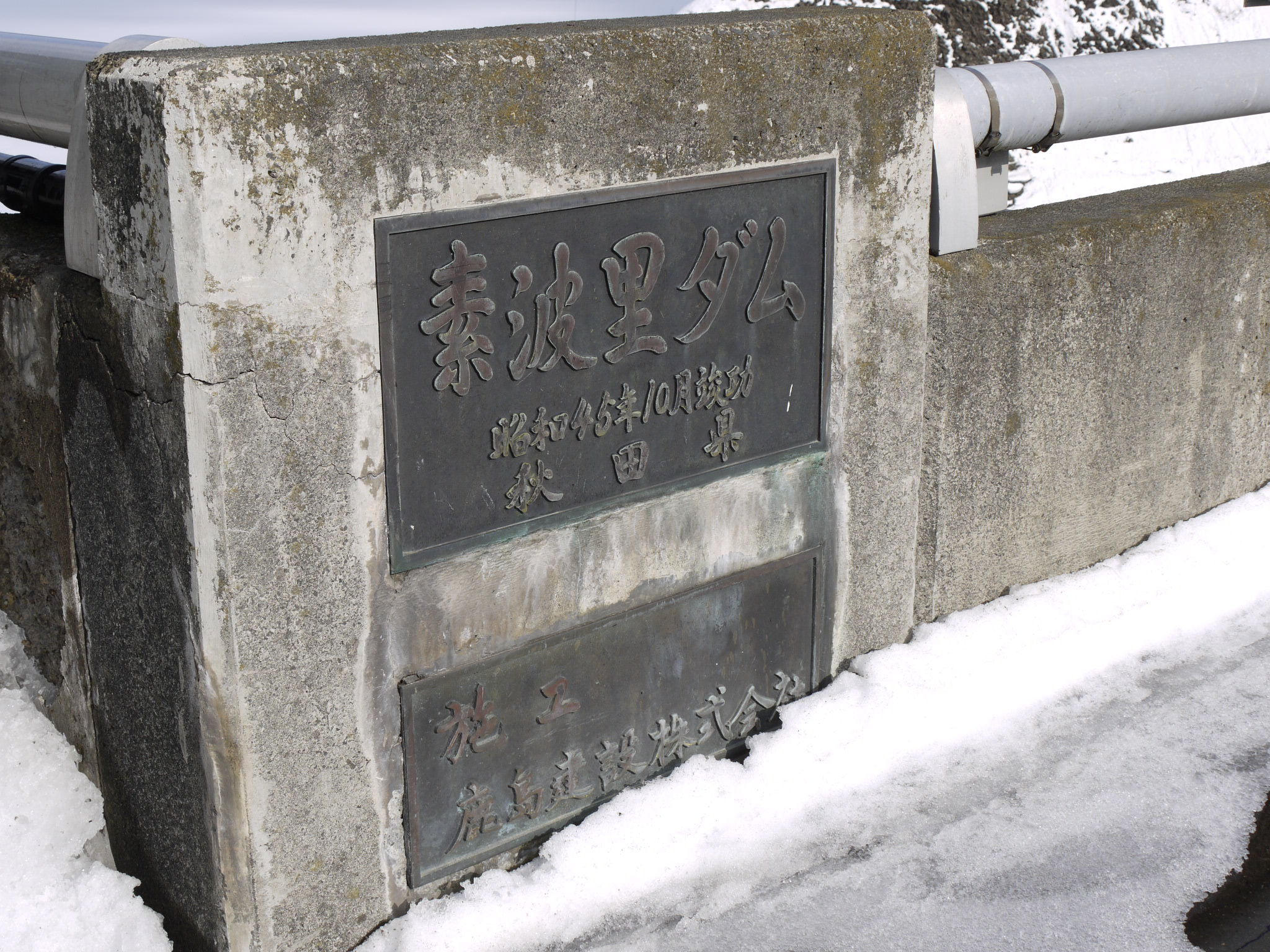
銘板（2010年2月）
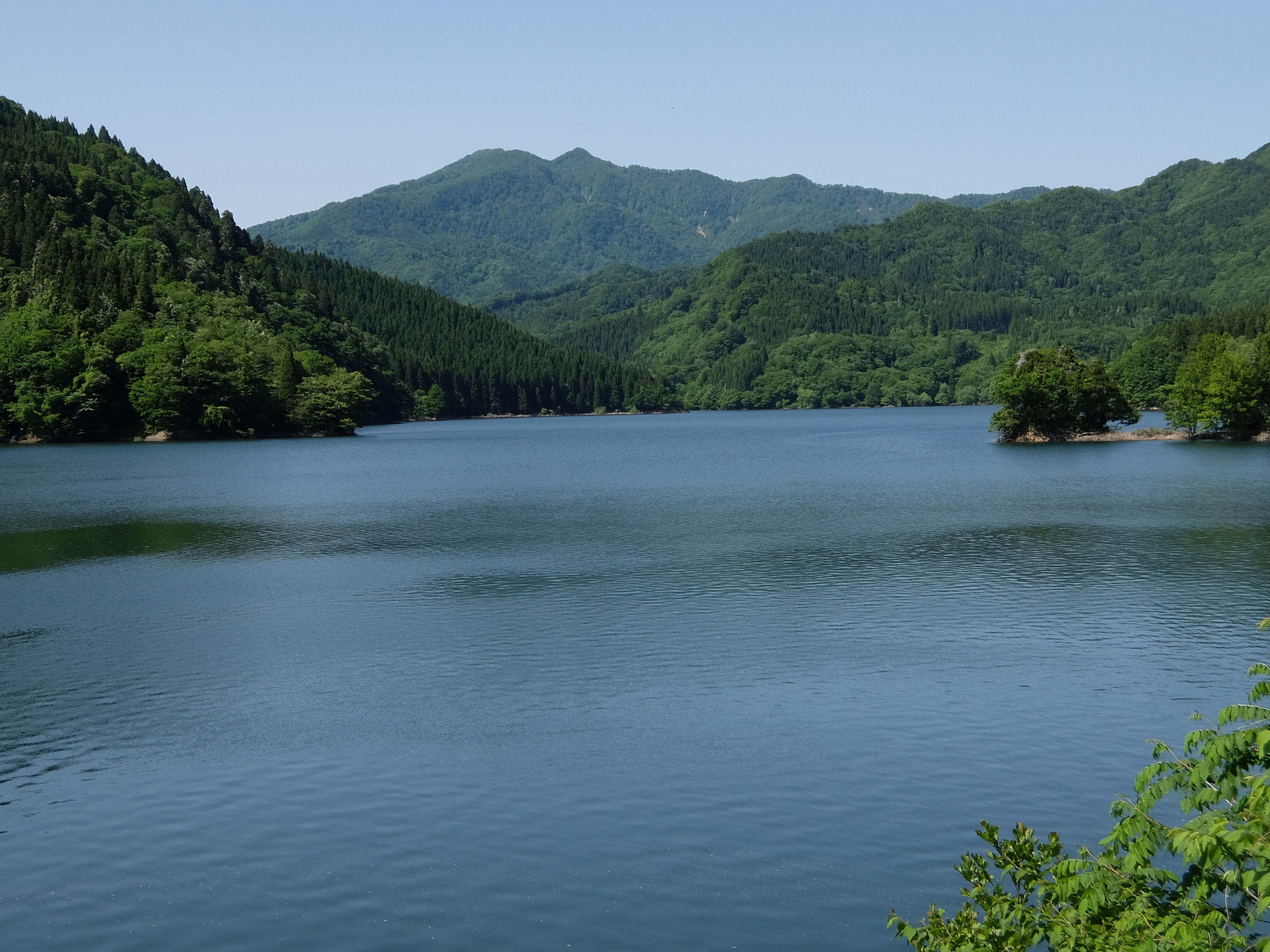
素波里湖と藤里駒ヶ岳 (2015年5月)